# Parc floral de la Prairie
Le parc floral de la Prairie aussi appelé parc aux camélias est situé à Alès dans le département du Gard en région Occitanie.
Ce parc, créé au début du XXe siècle, présente plus de 280 variétés différentes  de camélias avec plus de 1 000 sujets, qui, pour certains, ont plus de cent ans.
Depuis 2007, le parc est classé au titre de collection agréée au conservatoire national des collections végétales spécialisées.
C'est le premier parc français à avoir été labellisé Bio Ecocert.

## Histoire
Dans les années 1930, Jean Ignal, maraîcher dans le quartier de la Prairie, plante dans son potager un camélia originaire d'Asie, qu'il a reçu en cadeau. L'arbuste s'épanouit remarquablement et Jean Ignal décide d'agrandir sa collection. Dès les années 1980, sa fille  Madeleine et son gendre Jean-Claude Peyrot continuent son œuvre et agrandissent le jardin. Depuis 2005, Bernard Pical, actuel propriétaire et vice-président du jury des villes et villages fleuris, plus connu sous le nom de « Bernard le jardinier » par les auditeurs de France Bleu, ouvre le parc au public.

## Le parc
Le parc est établi dans la plaine alluvionnaire de la rivière Gardon dont les limons, acides et enrichis en humus par des siècles de plantation en châtaigniers, sont propices aux camélias. Le climat, chaud en été avec un ensoleillement de mars à octobre et de fortes pluies en automne (épisode cévenol), proche de leur milieu d'origine, favorise le développement des camélias.
En sus de la grande variété de camélias, dont certains sont uniques en France, le parc possède une collection d’azalées, de magnolias, d’hydrangeas, de pivoines, de cornus, de prunus, des  érables japonais et des oliviers millénaires.
En 2015, sur le site est créé le premier jardin thérapeutique du Languedoc qui accueille des personnes handicapées. 
Le parc dispose aussi d'un rucher pédagogique, typiquement cévenol,,en partenariat avec la ville d'Alès.
En 2006, Bernard Pical plante des théiers (camellia sinensis)et ouvre le jardin du thé d'Alès en 2016 qui est riche, aujourd'hui, de 2 000 théiers (le label "Thé Alès" est en cours d'attribution en 2021).

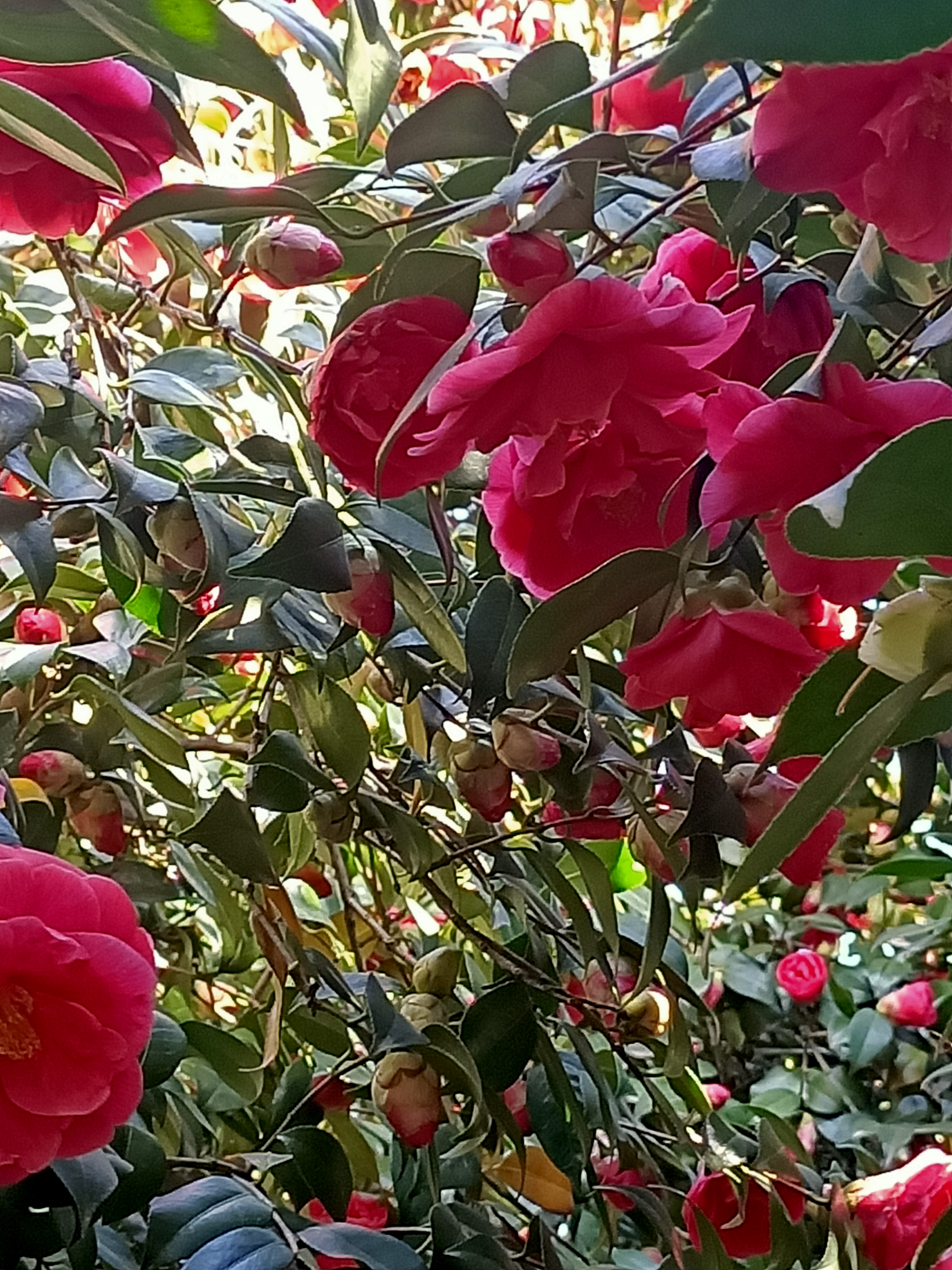
Camélias rouges
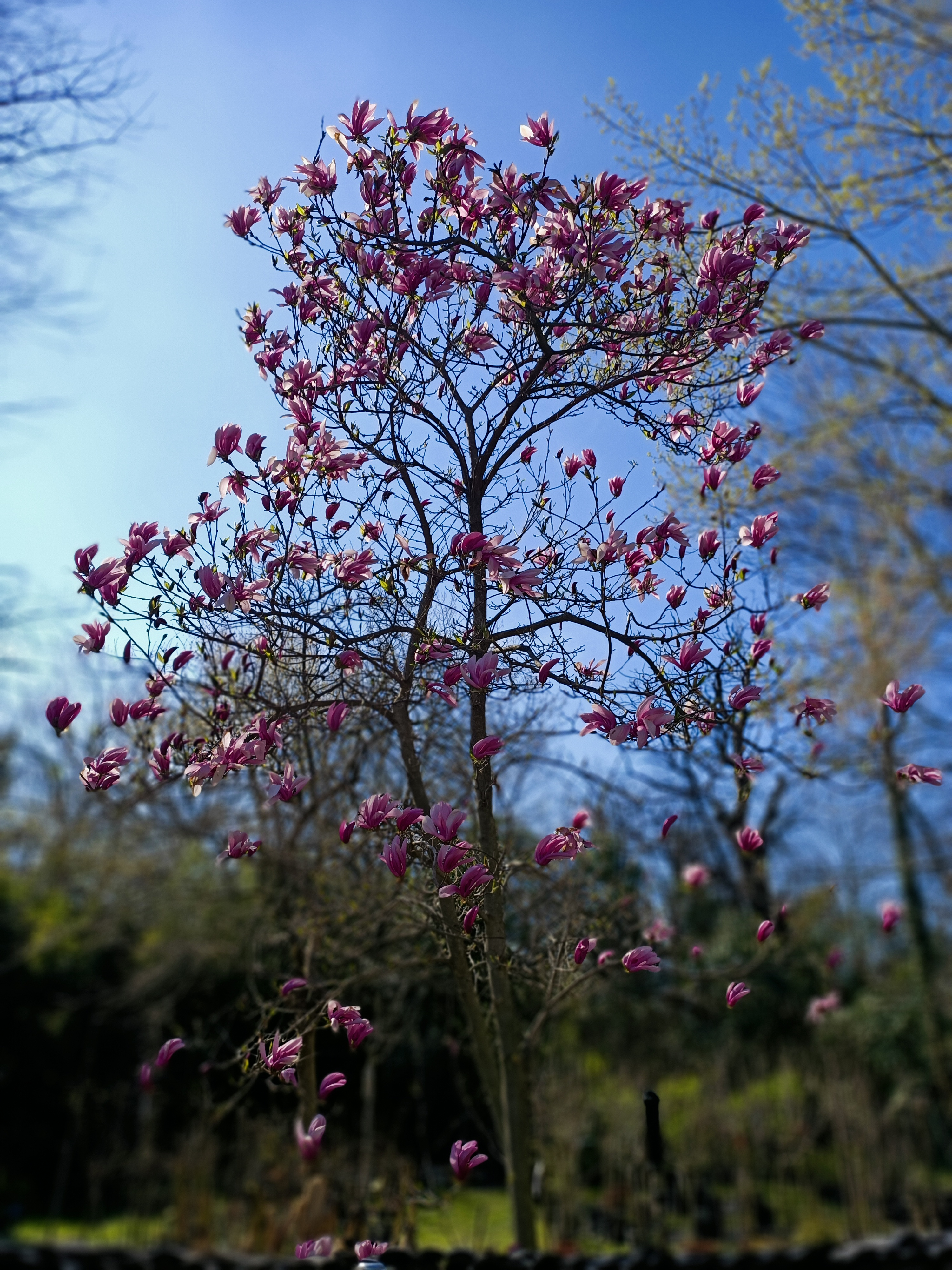
Magnolia
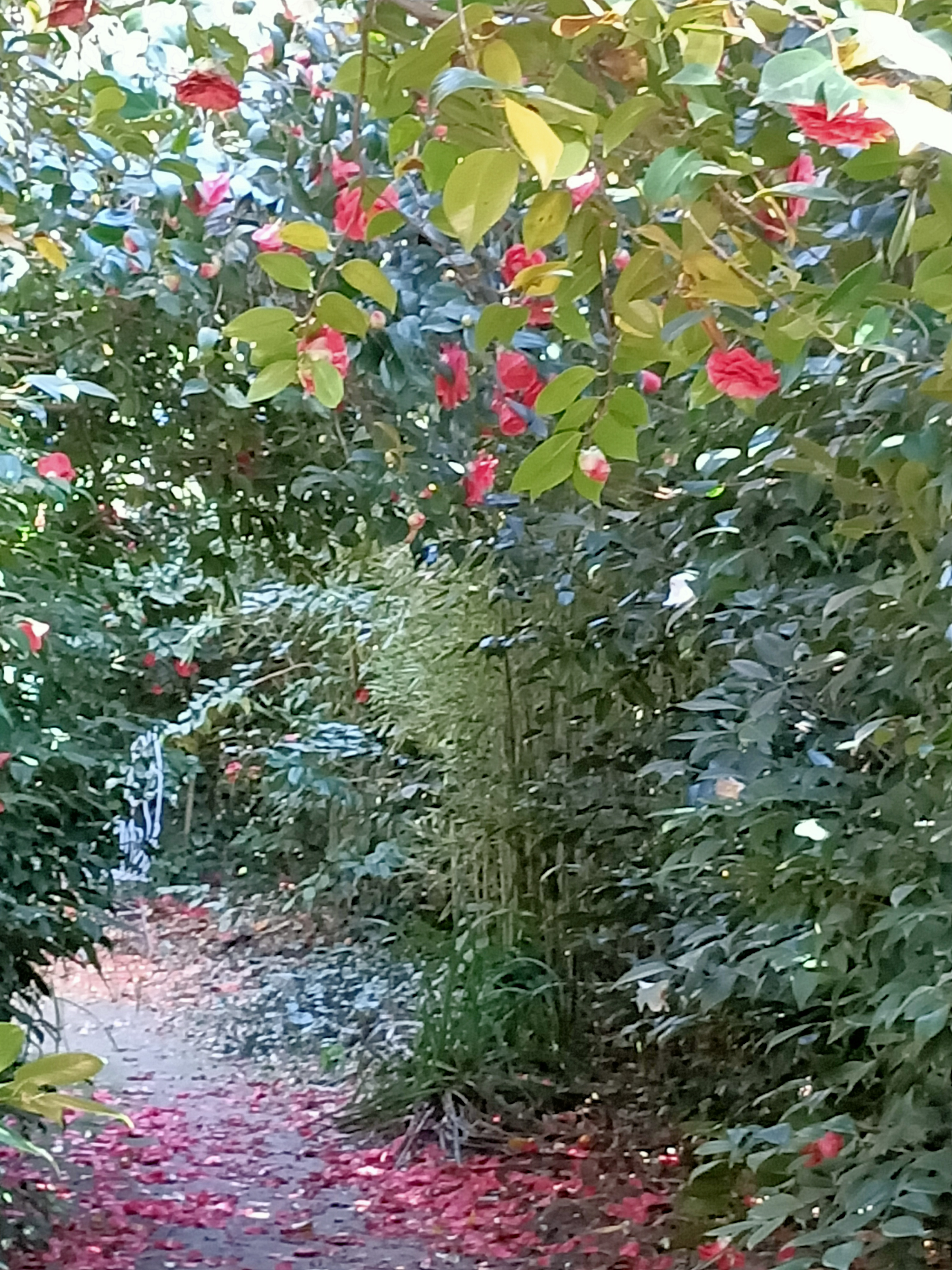
Allée du parc
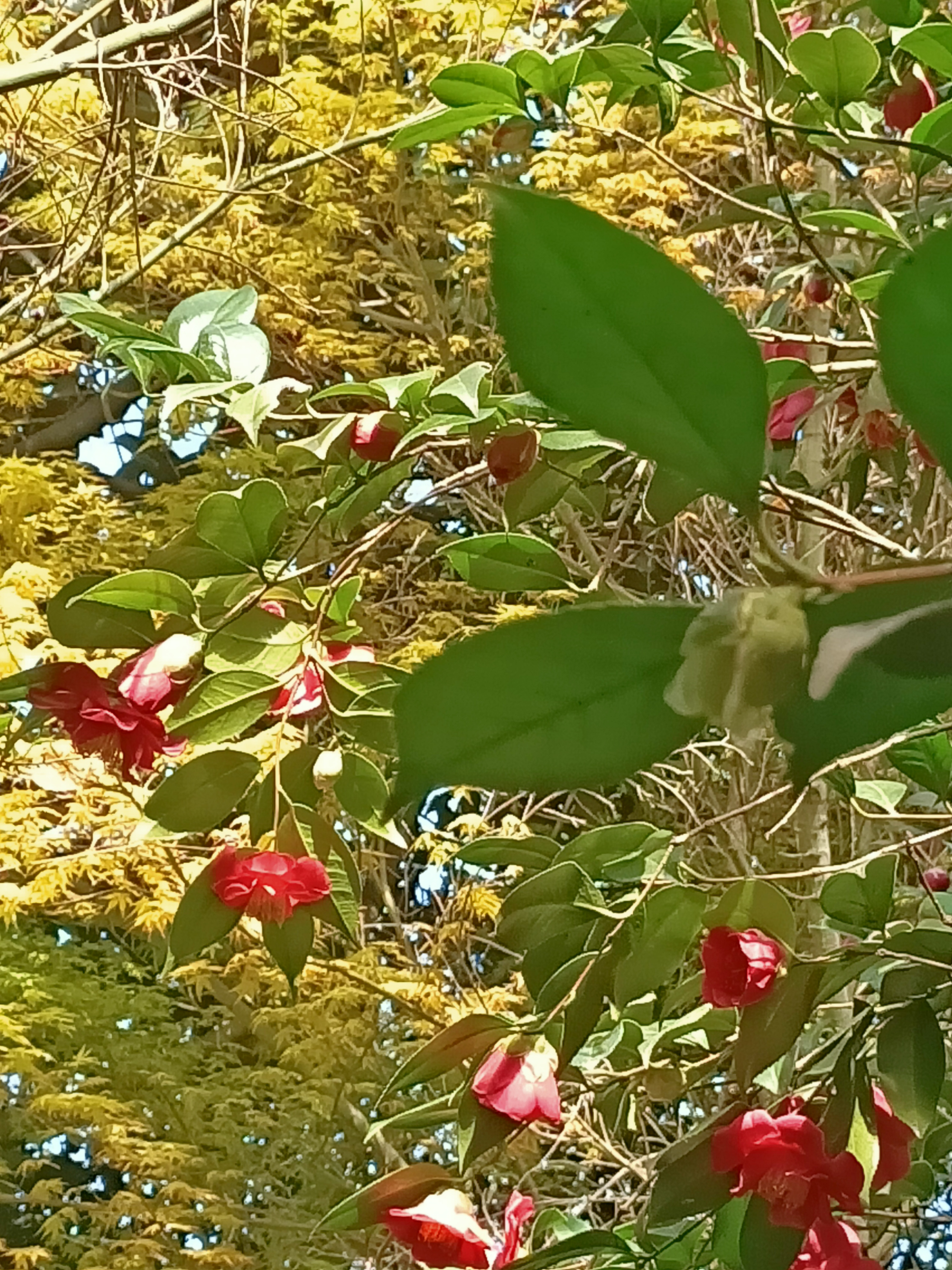
Érable et camélias
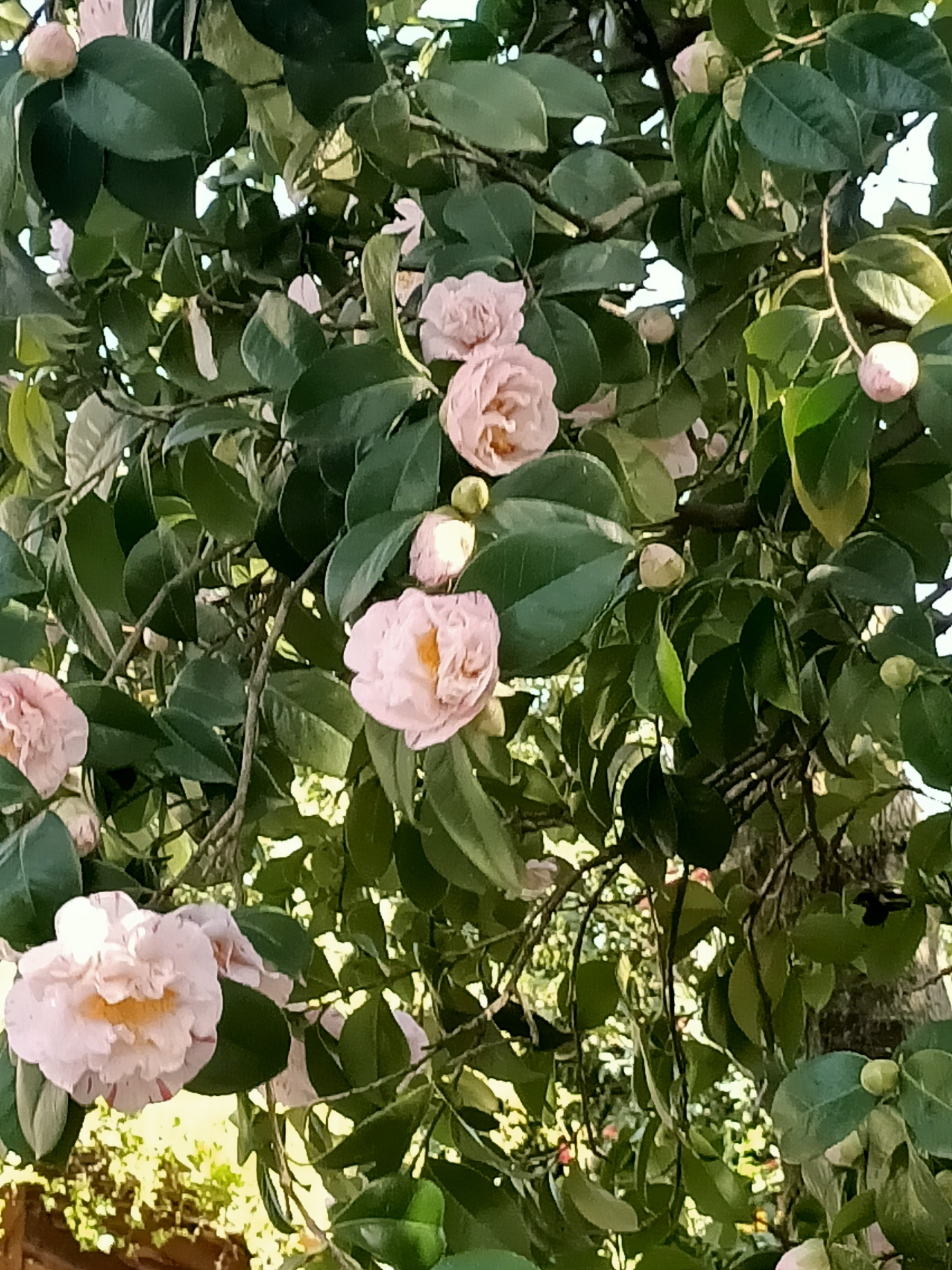
Camélia en fleurs
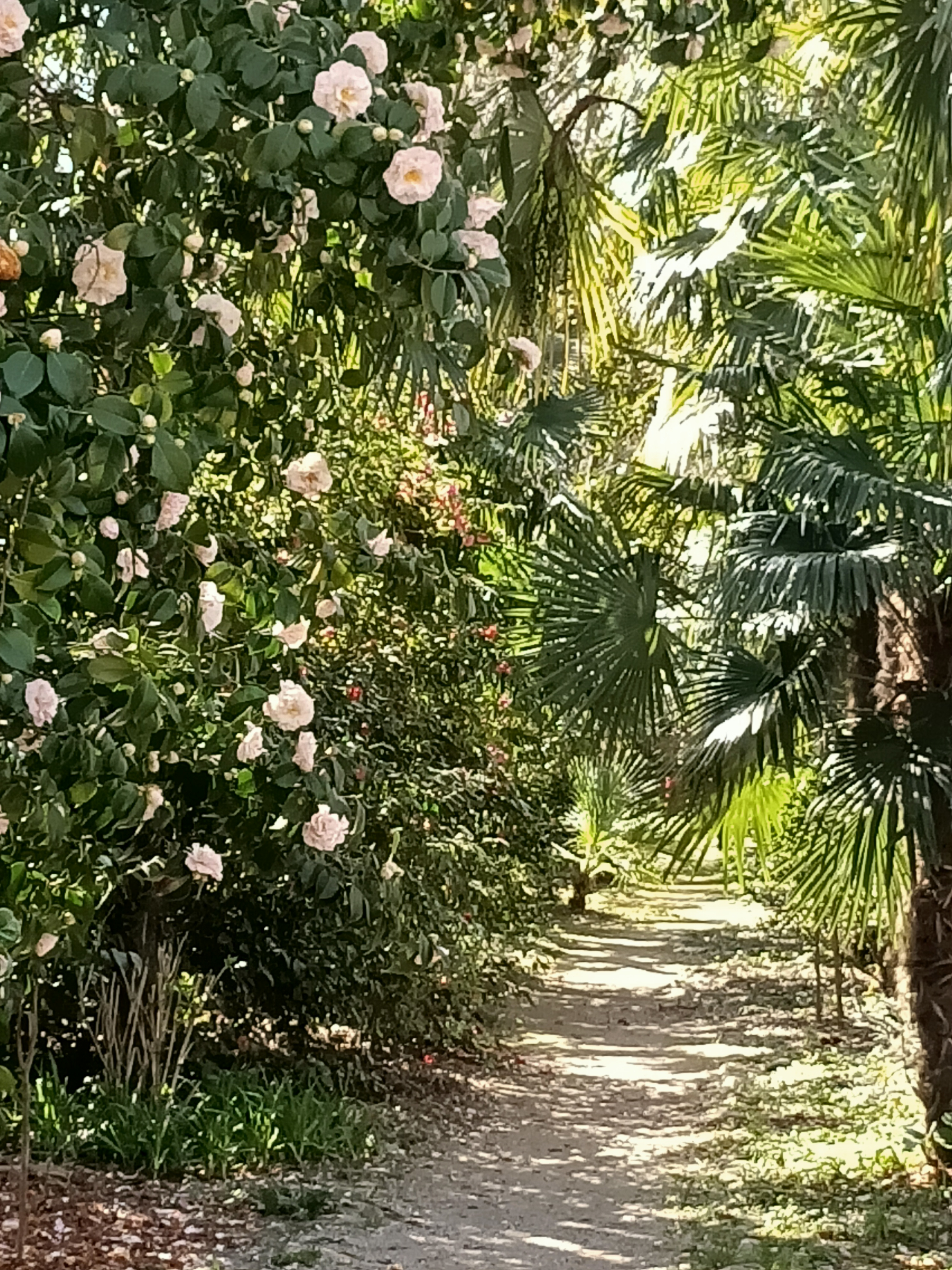
Allée du parc
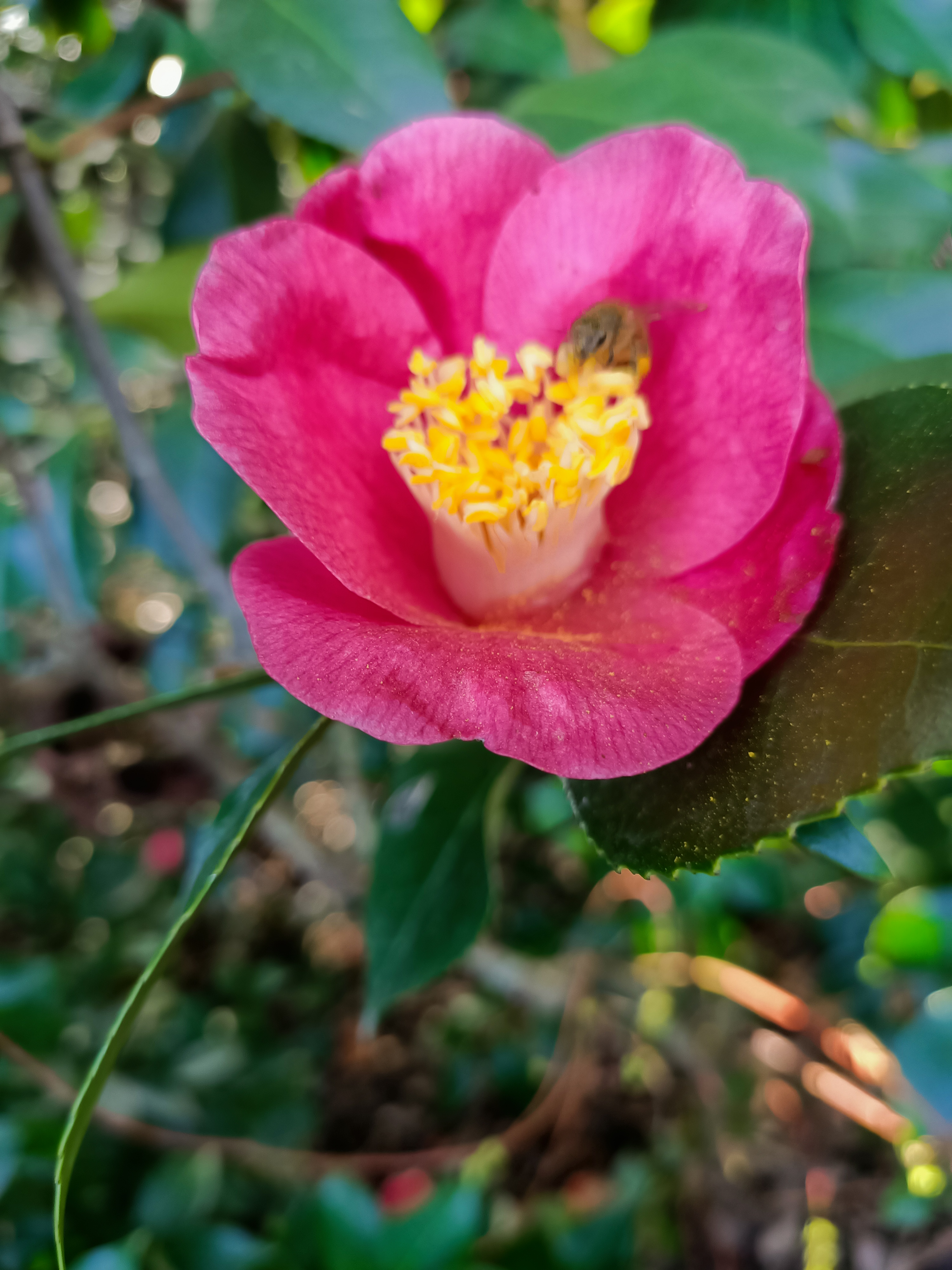
Camélia butiné par une abeille
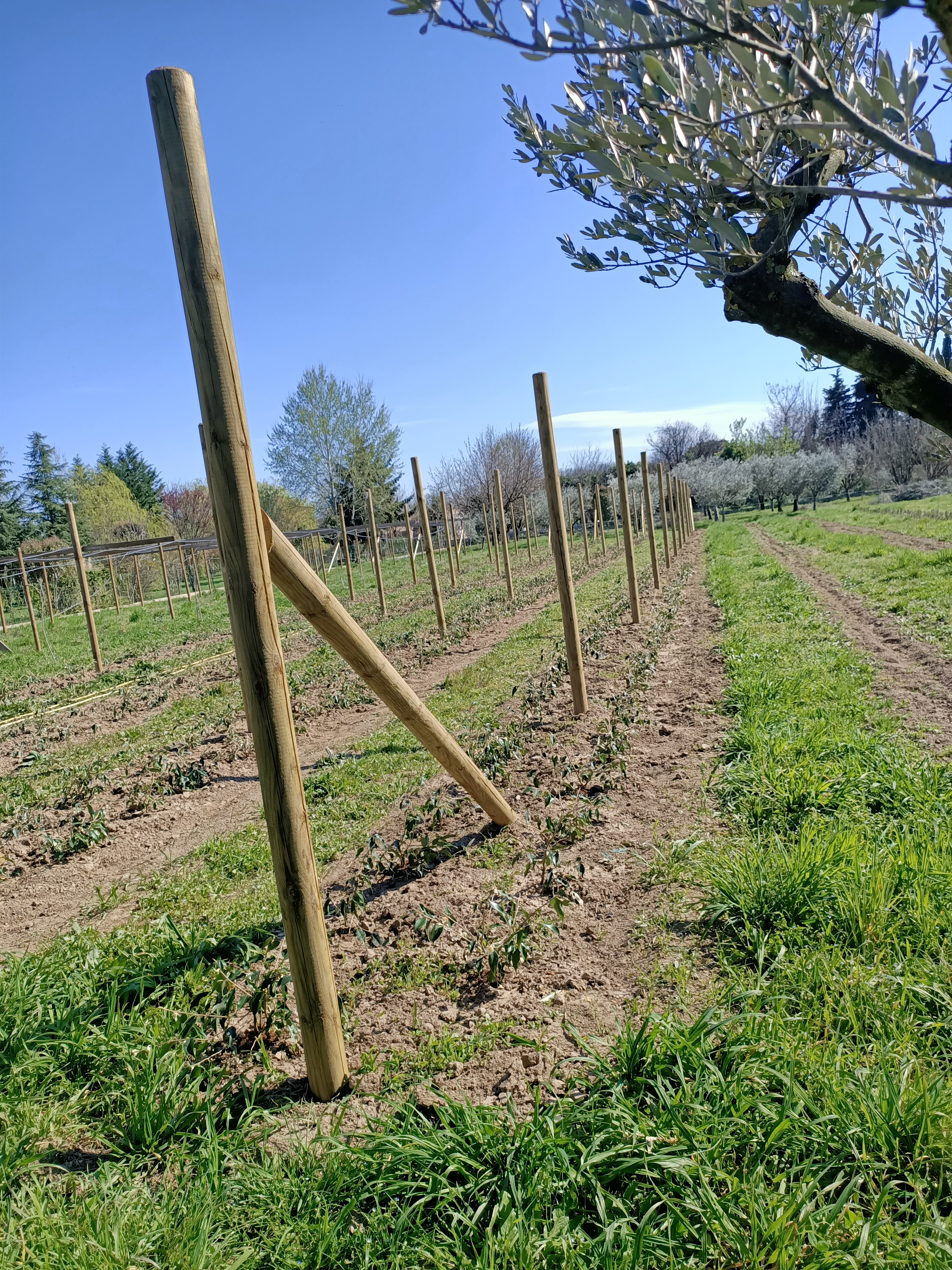
Jeunes plants de théiers
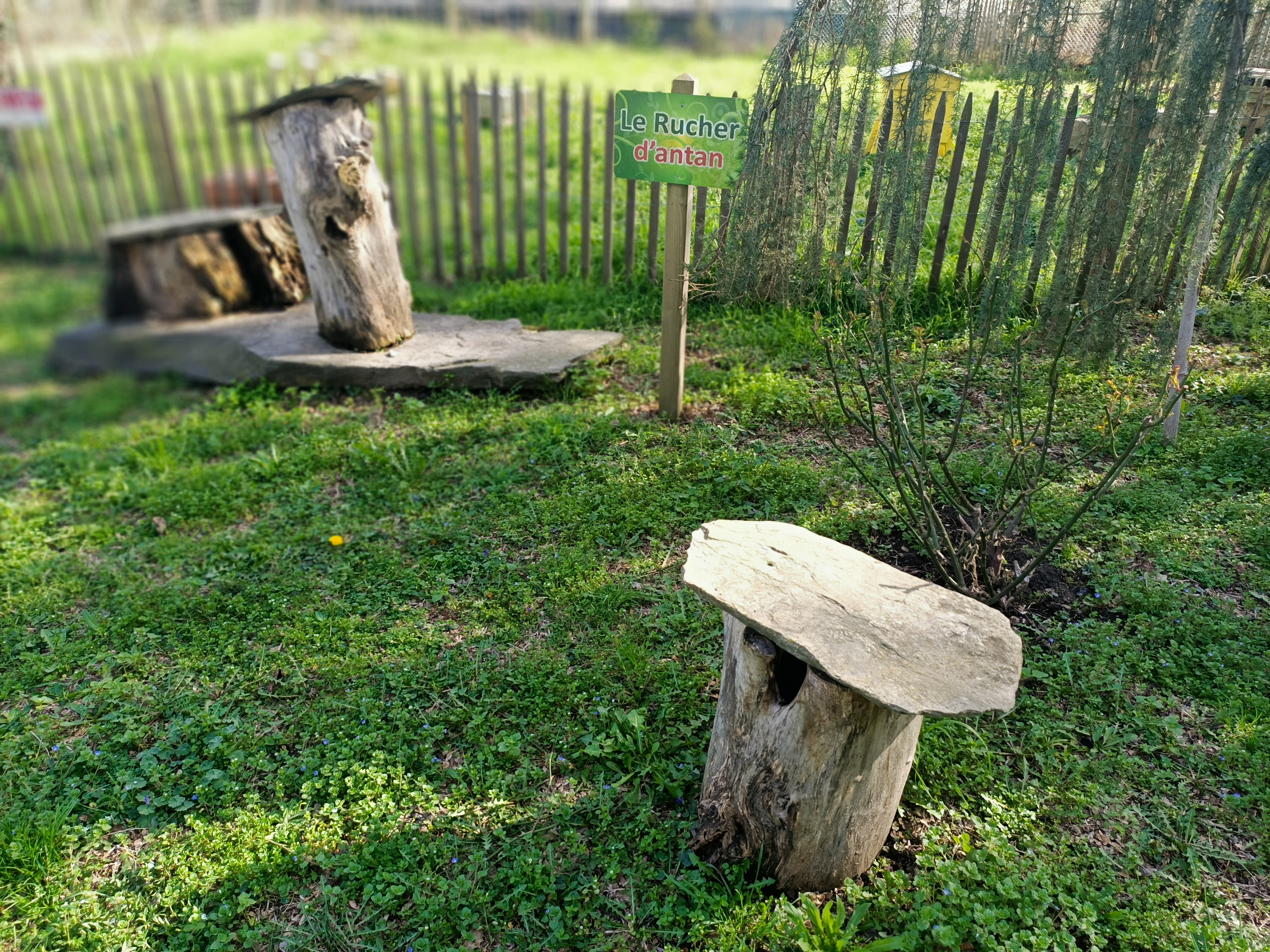
Rucher pédagogique
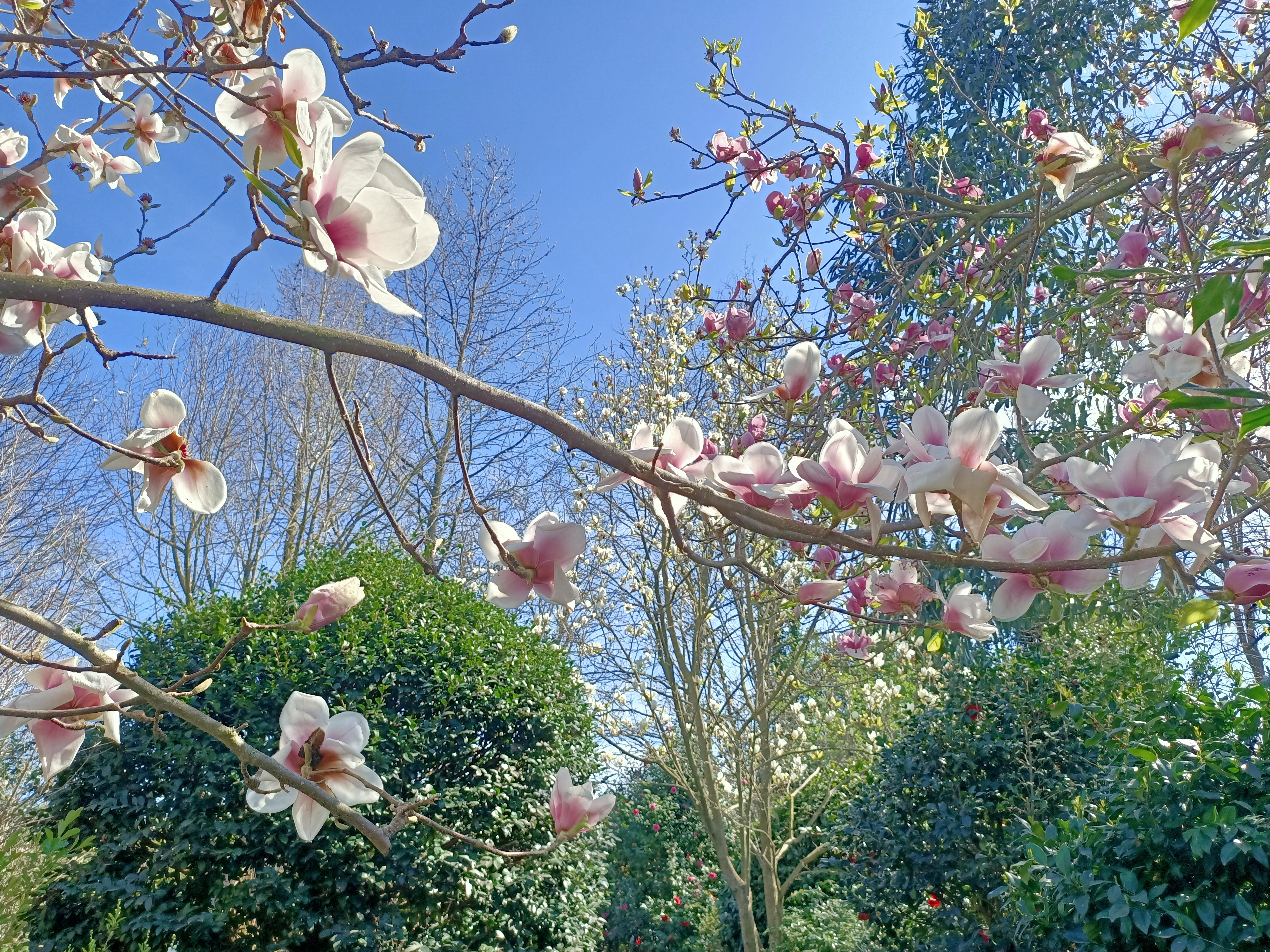
Magnolia